# Охотниковское сельское поселение
Охотниковское се́льское поселе́ние (укр. Охотниківське сільське поселення, крымскотат. Охотниково кой юрту, Джагъа Къушчу кой юрту) — муниципальное образование в составе Сакского района Республики Крым России.

## География
Поселение расположено в центре района, в степном Крыму, на северном берегу озера Сасык. Граничит на западе с Суворовским, далее, по часовой стрелке, с Вересаевским, Виноградовским, Митяевским и Лесновским сельскими поселениями.
Площадь поселения 94,01 км².
Основная транспортная магистраль: автодорога 35Н-441 Новосёловское — Саки (по украинской классификации — автодорога С-0-11121).

## Население
| 2001  | 2014  | 2015  | 2016  | 2017  | 2018  | 2019  |
| ----- | ----- | ----- | ----- | ----- | ----- | ----- |
| 4203  | ↘3547 | ↗3555 | ↘3553 | ↗3564 | ↘3547 | ↗3552 |
| 2020  | 2021  |       |       |       |       |       |
| ↗3590 | ↘3540 |       |       |       |       |       |

## Состав сельского поселения
В состав поселения входят 6 населённых пунктов:
| № | Населённый пункт | Тип населённого пункта | Население на 2014 год |
| - | ---------------- | ---------------------- | --------------------- |
| 1 | Охотниково       | село, центр            | ↘1550                 |
| 2 | Громовка         | село                   | ↘11                   |
| 3 | Карьерное        | село                   | ↘994                  |
| 4 | Наумовка         | село                   | ↘96                   |
| 5 | Орлянка          | село                   | ↘521                  |
| 6 | Рунное           | село                   | ↘375                  |

## История
В 1954 году в составе Сакского района был образован Охотниковский сельский совет. На 15 июня 1960 года в составе совета числились сёла:

| - Громовка - Долинка - Журавли | - Известковое - Калиновка - Карьерное | - Куликовка - Листовое - Наумовка | - Овощное - Овражное - Орлянка | - Охотниково |

К 1977 году Овощное и Овражное были передочинены другому совету и упразднены, к 1968 году Долинка, Журавли и Листовое переданы Митяевский сельский совет, а Известковое переименовано в Рунное.
Указом Президиума Верховного Совета УССР «Об укрупнении сельских районов Крымской области», от 30 декабря 1962 года совет присоединили к Евпаторийскому району. 1 января 1965 года, указом Президиума ВС УССР «О внесении изменений в административное районирование УССР — по Крымской области», Евпаторийский район был упразднён и сельсовет включили в состав Сакского (по другим данным — 11 февраля 1963 года), вновь включили в состав Сакского. С 12 февраля 1991 года сельсовет в восстановленной Крымской АССР, 26 февраля 1992 года переименованной в Автономную Республику Крым. С 21 марта 2014 года в составе Крыма аннексировано Россией. Законом «Об установлении границ муниципальных образований и статусе муниципальных образований в Республике Крым» от 4 июня 2014 года территория административной единицы была объявлена муниципальным образованием со статусом сельского поселения.